# ای۰۶۲۰-۰۰
ای۰۶۲۰–۰۰ (انگلیسی: A0620-00) یا (به اختصار 1A ۰۶۲۰–۰۰) یک سامانهٔ ستاره‌ای دوتایی در صورت فلکی تک‌شاخ با قدر ظاهری ۱۱٫۲ است.
ای۰۶۲۰–۰۰ از دو جسم تشکیل شده است. اولین شی یک ستاره رشته اصلی نوع کا است. جرم دوم ولی قابل مشاهده نیست، اما محاسبه نشان می‌دهد که اندازهٔ جرم آن می‌تواند در حدود ۶ جرم خورشیدی باشد. جرم آن از اندازه‌ای که بتواند یک ستاره نوترونی باشد بیشتر است و بنابراین باید یک سیاهچاله با جرم ستاره‌ای باشد. این دو جرم یکدیگر را هر ۷٫۷۵ ساعت دور می‌زننددر فاصلهٔ تقریبی ۳۳۰۰ سال نوری (۱۰۰۰ پارسک) از ما، سیاه‌چاله ای۰۶۲۰–۰۰ یکی از نزدیکترین سیاه‌چاله‌های شناخته شده به منظومه شمسی خواهد بود: نزدیکتر از جی‌آراو جی۱۶۵۵–۴۰.
ای۰۶۲۰–۰۰ در سدهٔ بیستم دوبار انفجار پرتو ایکس را تجربه کرده که نخستین مورد آن در سال ۱۹۱۷ بوده است. انفجار دوم، که توسط ماهواره آریل ۵ شناسایی شد در سال ۱۹۷۵ بود. در طول آن زمان، ای۰۶۲۰–۰۰ درخشان‌ترین منبع نقطه‌ای پرتو ایکس بود. در حال حاضر به عنوان یک نواختر پرتو ایکس یا پرتو ایکس نوا طبقه‌بندی می‌شود. ماهیت سیاه‌چاله بودن آن در سال ۱۹۸۶ مشخص شد.
سیاه‌چالهٔ ای۰۶۲۰–۰۰ ماده را از ستاره نوع K به یک قرص برافزایشی می‌کشد. دیسک برافزایشی مقادیر قابل توجهی نور مرئی و پرتو ایکس از خود ساطع می‌کند. از آنجا که ستاره نوع K به شکل بیضی کشیده شده است، مقدار سطح قابل مشاهده و در نتیجه روشنایی ظاهری، از دیدگاه زمینی تغییر می‌کند. از این رو، ای۰۶۲۰–۰۰ همچنین به نام ستاره متغیر V616 Monocerotis نامیده شده است.